# Pesn pro kuptsa Kalashnikova
Pesn pro kuptsa Kalashnikova é um filme russo de 1909 dirigido por Vasily Goncharov.

## Enredo
O filme é baseado no poema homônimo de M. Yu. Lermontov,

## Elenco
- Pyotr Chardynin
- Aleksandra Goncharova
- Andrey Gromov
- Ivan Potemkin
- Antonina Pozharskaya